# Sint-Jozefkapel (Sevenum)

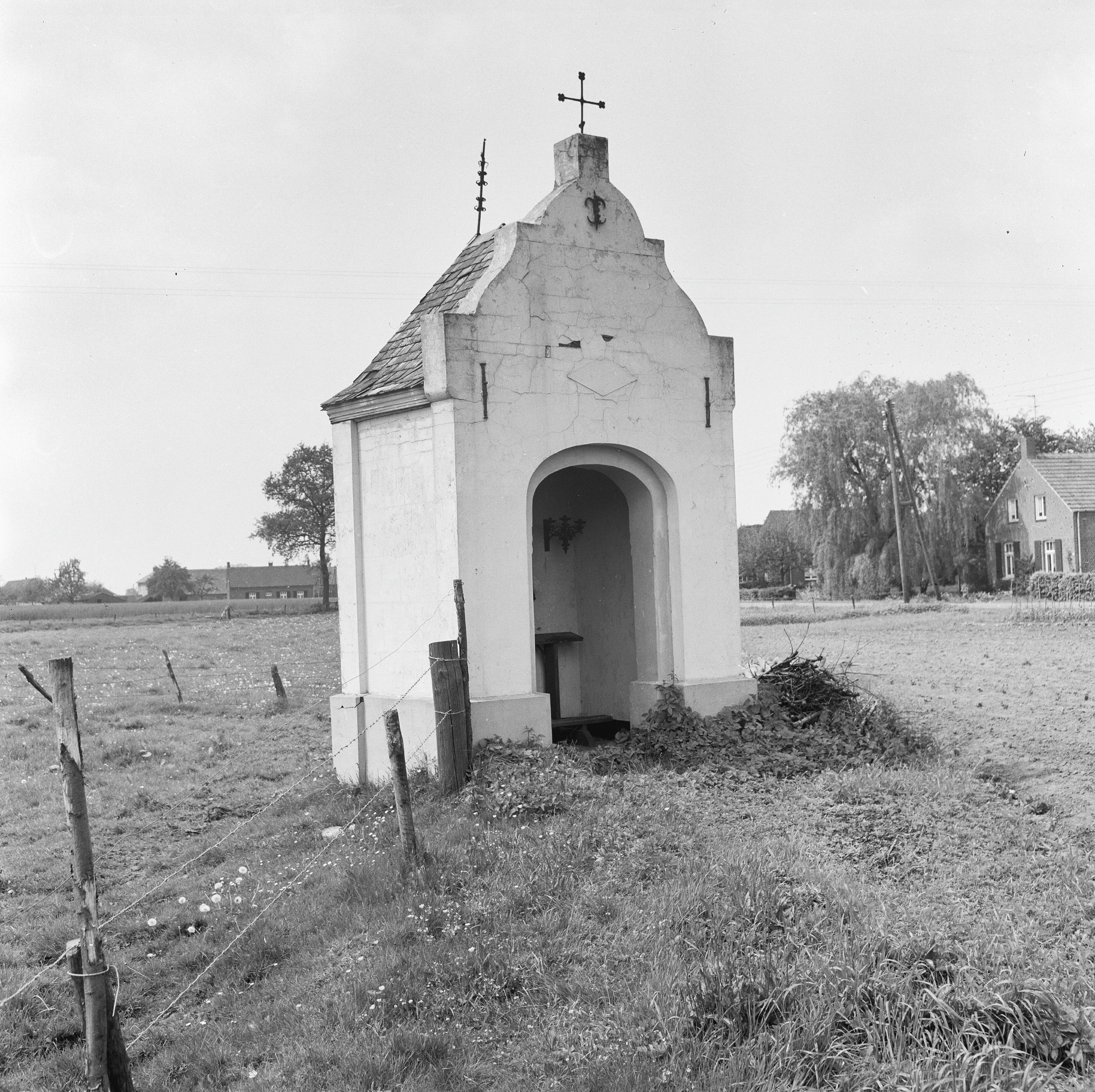
Sint-Jozefkapel

De Sint-Jozefkapel is een veldkapel in De Hees bij Sevenum in de Nederlands Noord-Limburgse gemeente Horst aan de Maas. De kapel staat nabij Renkensstraat 3 ten westen van het dorp. Nabij het andere uiteinde van de Renkensstraat staat de Sint-Apolloniakapel. Op ongeveer 700 meter naar het noordwesten staat de Sint-Donatuskapel.
De kapel is gewijd aan de heilige Jozef van Nazareth en is geklasseerd als rijksmonument.

## Geschiedenis
In 1721 werd de kapel gebouwd, mogelijk door Paulus Lemmen of Petronella Leijsten, beiden in die tijd woonachtig in boerderijen in de buurt.
In 1909 werden de gevels van de kapel gecementeerd.
Op 17 september 1968 werd de kapel ingeschreven in het rijksmonumentenregister.

## Bouwwerk
De wit gepleisterde bakstenen kapel wordt gedekt door een zadeldak met leien. Op de achterste nok van het dak is een loden windvaan geplaatst met daarin de initialen en datum: P.L. 1721. Op de hoeken zijn er hoeklisenen aangebracht. De frontgevel is een gezwenkte schoudergevel met verbrede aanzet, schouderstukken aan de uiteinden en halverwege, en getopt door een kolom met daarop een smeedijzeren kruis. In de frontgevel bevindt zich de open korfboogvormige toegang. Boven de toegang bevindt zich een uitspringend ruitvormig vlak. In de frontgevel bevinden zich verder twee verticale muurankers en een smeedijzeren anker in de vorm van een Franse lelie.
Van binnen is de kapel wit gepleisterd. In de achterwand is een segmentboogvormige nis aangebracht die wordt afgesloten met een smeedijzeren traliewerk en venster. In de nis staat een Sint-Jozefbeeld.